# Dano (Dano)
Pour les articles homonymes, voir Dano.
Cet article concerne la ville chef-lieu. Pour le département et la commune urbaine, voir Dano (département).
Dano est une ville du département et la commune urbaine de Dano, dont elle est le chef-lieu, située dans la province de l’Ioba et la région du Sud-Ouest au Burkina Faso. Elle est également le chef-lieu de sa province.

## Géographie
- En 2006, la ville dans ses 7 secteurs comptait 17 068 habitants, dont 51,6 % de femmes[1].

## Transport
La ville est traversée par la route nationale 12 (reliant du nord au sud les plus principales localités de la région Sud-Ouest), qui la relie au nord depuis Pâ à la route nationale 1 (reliant Ouagadougou à Bobo-Dioulasso), et au sud à Djikologo (au départ de la route nationale 20 reliant Léo vers l'est, le long de la frontière avec le Ghana), puis Diébougou à l'ouest et Gaoua au sud.